# Criminologie féministe
La criminologie féministe est un courant des études sur les crimes qui reconsidère la place des femmes en tant que criminelles ou professionnelles du système judiciaire-carcéral d'un point de vue inspiré par les mouvements de libération des femmes.

## Histoire
La criminologie féministe naît en 1977  avec l'ouvrage de Carol  Smart (en) Women,  Crime  and  Criminology.
Dans la recherche francophone, à l'exception de chercheuses canadiennes, la criminologie féministe a fait peu d'émules. Au Brésil en revanche, beaucoup d'universitaires étudient la criminologie d'un point de vue féministe et ont un poids notable dans les débats politiques fédéraux (avec par exemple la Loi Maria da Penha) mais sont aussi en dialogue avec des idées plutôt issues de la théorie critique.